# Tomáš Pekhart
Tomáš Pekhart (sinh ngày 26 tháng 5 năm 1989) là một cầu thủ bóng đá chuyên nghiệp người Séc thi đấu ở vị trí tiền đạo cho câu lạc bộ Legia Warsaw đến từ giải Ekstraklasa của Ba Lan. Anh đã từng đại diện cho Séc thi đấu ở cả các tuyển trẻ và tuyển quốc gia.

## Sự nghiệp cấp câu lạc bộ
Sinh ra tại Sušice, Tiệp Khắc, anh khởi nghiệp chơi bóng ở câu lạc bộ quê nhà TJ Sušice và cũng chơi cho cả TJ Klatovy trước khi gia nhập Slavia Prague vào năm 2003. Pekhart thi đấu và ghi bàn trong trận chung kết Giải vô địch U-17 châu Âu tại Luxembourg trong trận tuyển Séc gặp Nga.
Pekhart gia nhập câu lạc bộ Tottenham Hotspur của Anh vào mùa hè 2006.
Tháng 8 năm 2008, Pekhart đầu quân cho câu lạc bộ Southampton của Championship dưới dạng cho mượn cho đến hết tháng 1 năm 2009. Anh có trận ra mắt giải quốc gia với vai trò dự bị vào ngày 14 tháng 9, trong chuyến làm khách của Queens Park Rangers và Southampton để thua 4–1. Anh ghi bàn thắng duy nhất cho Southampton trong trận hòa 2–2 trên sân nhà trước Ipswich. Anh trở lại Spurs vào tháng 1 năm 2009 và đến ngày đáo hạn hợp đồng, Pekhart trở lại câu lạc bộ cũ Slavia Prague dưới dạng cho mượn một năm cho đến tháng 1 năm 2010.
Ngày 12 tháng 1 năm 2010, FK Jablonec xác nhận việc ký hợp đồng với Pekhart theo thời hạn 3 năm rưỡi với mức phí không được tiết lộ. Tuy nhiên chỉ sau nửa mùa giải kế tiếp, anh chuyển tới câu lạc bộ đồng hương Sparta Prague ở giải Gambrinus liga, như một phần thỏa thuận với 1. FC Nürnberg, câu lạc bộ mà anh gia nhập hồi 1 tháng 7 năm 2011.
Ngày 28 tháng 8 năm 2014, Pekhart ký một bản hợp đồng dài hai năm với câu lạc bộ FC Ingolstadt 04 đến từ giải hạng hai của Đức.
Pekhart chuyển đến câu lạc bộ AEK Athens vào ngày 1 tháng 2 năm 2016. Ngày 4 tháng 2 năm 2016, anh có trận ra mắt đội bóng mới ở trận hòa 1–1 trên sân khách của Iraklis tại sân vận động Kaftanzoglio.
Ngày 21 tháng 7 năm 2017, Pekhart ký hợp đồng với Hapoel Be'er Sheva trong 3 năm. Ngày 13  tháng 8 năm sau, anh đồng ý một bản hợp đồng hai năm với câu lạc bộ UD Las Palmas đến từ giải Segunda División.
Ngày 10 tháng 2 năm 2020, Pekhart đồng ý một bản hợp đồng dài hai năm rưỡi với đội bóng Legia Warsaw của giải Ekstraklasa.

## Thống kê sự nghiệp

### Câu lạc bộ
Tính đến 26 tháng 4 năm 2021
| Câu lạc bộ           | Mùa                | Giải                   | Giải    | Giải      | Cúp quốc gia | Cúp quốc gia | Cúp liên đoàn | Cúp liên đoàn | Liên lục địa | Liên lục địa | Khác    | Khác      | Tổng cộng | Tổng cộng |
| Câu lạc bộ           | Mùa                | Hạng đấu               | Số trận | Bàn thắng | Số trận      | Bàn thắng    | Số trận       | Bàn thắng     | Số trận      | Bàn thắng    | Số trận | Bàn thắng | Số trận   | Bàn thắng |
| -------------------- | ------------------ | ---------------------- | ------- | --------- | ------------ | ------------ | ------------- | ------------- | ------------ | ------------ | ------- | --------- | --------- | --------- |
| Southampton (mượn)   | 2008–09            | Championship           | 9       | 1         | 0            | 0            | 1             | 0             | —            | —            | —       | —         | 10        | 1         |
| Slavia Prague (loan) | 2008–09            | Czech First League     | 13      | 1         | —            | —            | —             | —             | —            | —            | —       | —         | 13        | 2         |
| Jablonec             | 2009–10            | Czech First League     | 14      | 4         | 1            | 0            | —             | —             | —            | —            | —       | —         | 15        | 4         |
| Jablonec             | 2010–11            | Czech First League     | 15      | 11        | 0            | 0            | —             | —             | 1            | 0            | —       | —         | 16        | 11        |
| Jablonec             | Tổng cộng          | Tổng cộng              | 29      | 15        | 1            | 0            | —             | —             | 1            | 0            | —       | —         | 31        | 15        |
| Sparta Prague (mượn) | 2010–11            | Czech First League     | 9       | 7         | —            | —            | —             | —             | 2            | 0            | —       | —         | 11        | 7         |
| Nürnberg             | 2011–12            | Bundesliga             | 31      | 9         | 3            | 1            | —             | —             | —            | —            | —       | —         | 34        | 10        |
| Nürnberg             | 2012–13            | Bundesliga             | 31      | 4         | 1            | 0            | —             | —             | —            | —            | —       | —         | 32        | 4         |
| Nürnberg             | 2013–14            | Bundesliga             | 23      | 1         | 0            | 0            | —             | —             | —            | —            | —       | —         | 23        | 1         |
| Nürnberg             | 2014–15            | 2. Bundesliga          | 3       | 0         | 0            | 0            | —             | —             | —            | —            | —       | —         | 2         | 0         |
| Nürnberg             | Tổng cộng          | Tổng cộng              | 88      | 14        | 4            | 1            | —             | —             | —            | —            | —       | —         | 92        | 15        |
| Ingolstadt           | 2014–15            | 2. Bundesliga          | 12      | 0         | 0            | 0            | —             | —             | —            | —            | —       | —         | 12        | 0         |
| Ingolstadt           | 2015–16            | Bundesliga             | 4       | 0         | 1            | 0            | —             | —             | —            | —            | —       | —         | 5         | 0         |
| Ingolstadt           | Tổng cộng          | Tổng cộng              | 16      | 0         | 1            | 0            | —             | —             | —            | —            | —       | —         | 17        | 0         |
| AEK Athens           | 2015–16            | Super League Greece    | 14      | 3         | 3            | 0            | —             | —             | —            | —            | —       | —         | 17        | 3         |
| AEK Athens           | 2016–17            | Super League Greece    | 26      | 9         | 4            | 3            | —             | —             | 1            | 0            | —       | —         | 31        | 12        |
| AEK Athens           | Tổng cộng          | Tổng cộng              | 40      | 12        | 7            | 3            | —             | —             | 1            | 0            | —       | —         | 48        | 15        |
| Hapoel Be'er Sheva   | 2017–18            | Israeli Premier League | 28      | 10        | 2            | 0            | —             | —             | 7            | 0            | 1       | 1         | 38        | 11        |
| Hapoel Be'er Sheva   | 2018–19            | Israeli Premier League | 0       | 0         | 0            | 0            | —             | —             | 2            | 0            | —       | —         | 2         | 0         |
| Hapoel Be'er Sheva   | Tổng cộng          | Tổng cộng              | 28      | 10        | 2            | 0            | —             | —             | 9            | 0            | —       | —         | 40        | 11        |
| Las Palmas           | 2018–19            | Segunda División       | 14      | 1         | 1            | 0            | —             | —             | —            | —            | —       | —         | 15        | 1         |
| Las Palmas           | 2019–20            | Segunda División       | 17      | 5         | 1            | 0            | —             | —             | —            | —            | —       | —         | 18        | 5         |
| Las Palmas           | Tổng cộng          | Tổng cộng              | 31      | 6         | 2            | 0            | —             | —             | —            | —            | —       | —         | 33        | 6         |
| Legia Warsaw         | 2019–20            | Ekstraklasa            | 11      | 5         | 1            | 0            | —             | —             | —            | —            | —       | —         | 12        | 5         |
| Legia Warsaw         | 2020–21            | Ekstraklasa            | 24      | 22        | 3            | 1            | —             | —             | 4            | 1            | 1       | 0         | 32        | 24        |
| Legia Warsaw         | Tổng cộng          | Tổng cộng              | 35      | 27        | 4            | 1            | —             | —             | 4            | 1            | 1       | 0         | 44        | 29        |
| Tổng kết sự nghiệp   | Tổng kết sự nghiệp | Tổng kết sự nghiệp     | 298     | 94        | 21           | 5            | 1             | 0             | 17           | 1            | 2       | 1         | 339       | 101       |

### Bàn thắng cho đội tuyển
| #  | Ngày                 | Nơi tổ chức                                     | Đối thủ | Tỉ số | Kết quả | Giải đấu                 |
| -- | -------------------- | ----------------------------------------------- | ------- | ----- | ------- | ------------------------ |
| 1. | 12 tháng 10 năm 2012 | Stadion města Plzně, Plzeň, Cộng hòa Séc        | Malta   | 2–1   | 3–1     | Vòng loại World Cup 2014 |
| 2. | 11 tháng 10 năm 2013 | Sân vận động quốc gia Ta' Qali, Ta' Qali, Malta | Malta   | 4–1   | 4–1     | Vòng loại World Cup 2014 |

## Danh hiệu

### Câu lạc bộ
AEK Athens
- Cúp bóng đá Hy Lạp: 2015–16

Hapoel Be'er-Sheva
- Giải bóng đá Ngoại hạng Israel: 2017–18

Legia Warsaw
- Ekstraklasa: 2019–20,[19] 2020–21

### Tuyển quốc gia
U-17 Công hòa Séc
- Á quân giải vô địch bóng đá U-17 châu Âu: 2006[20]

U-20 Cộng hòa Séc
- Á quân giải vô địch bóng đá U-20 thế giới: 2007